# Uhlandstrasse

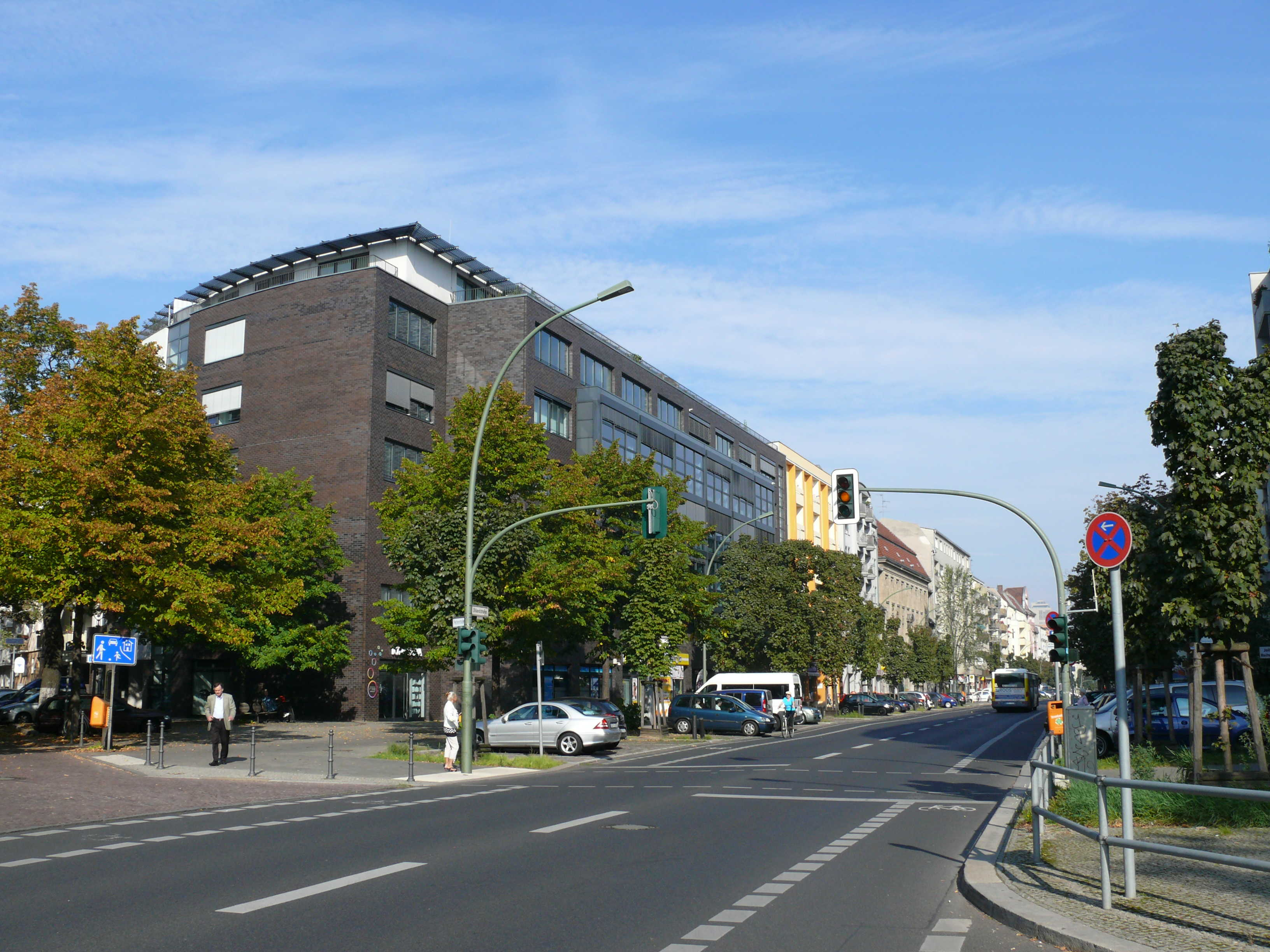
Uhlandstrasse

Uhlandstrasse är en gata i stadsdelsområdet Charlottenburg-Wilmersdorf i Berlin och går parallellt med Bundesallee i nord-sydlig riktning. 
Gatan är en typisk innerstadsgata med sin blandning av bostadshus och affärer. Gatan fick sitt namn 1885 i Charlottenburg efter diktaren Ludwig Uhland och förlängdes 1893 till Wilmersdorf och blev det nya namnet på Valerienstrasse. 